# Zoborožík přílbový
Zoborožík přílbový, známý také jako kystráček indonéský (Philemon buceroides), je druh ptáka z čeledi kystráčkovití (Meliphagidae). Druh popsal William John Swainson roku 1838.

## Popis
Dosahuje velikosti 32 až 36 cm a hmotnosti asi 98 až 145 g, čímž patří mezi mohutné zástupce kystráčkovitých. Opeření je celkově hnědé, zespodu bělavé, s jednolitě šedým ocasem. Temeno je zabarveno stříbrnými odstíny. Výrazným znakem tohoto ptáka je jeho kladivovitá hlava, jež je vybavena statným dlouhým zobákem. Na zobáku lze pozorovat patrný hrbolek, který se svažuje až k oku. Tváře jsou tmavé, se sytě černomodrou kůží na obličeji. Duhovka má rudé zbarvení.

## Ekologie
Zoborožík je rozšířen v Malajském souostroví (Malé Sundy, Nová Guinea) a areál jeho výskytu zasahuje i do severních regionů Austrálie. Ve své domovině je široce rozšířeným ptákem se stabilní populací, a proto podle Mezinárodního svazu ochrany přírody spadá mezi málo dotčené druhy.
Zoborožík přílbový se vyskytuje v různých typech lesů, jako jsou monzunové lesy, eukalyptové lesy nebo mangrovy. Může však prosperovat i v kulturní krajině. Živí se nektarem, bezobratlými, semeny či plody. Při konzumaci nektaru se zoborožíci zavěšují na okolní větvičky, protože nejsou schopni zastavit se v letu jako například kolibříkovití. Jejich dlouhý jazyk jim nicméně umožňuje lovit drobné bezobratlé přímo ve vzduchu. Zoborožík přílbový je pospolitý pták. Ozývá se chraplavým voláním (buďto samostatně, anebo v párech), které lze zaslechnout i během noci. Miskovité hnízdo, které je spleteno z trávy, si tento pták staví v korunách stromů. Snůška činí 2–4 vejce, samice na nich sedí asi 14 dní.

## Chov v zajetí
Jedinou zoologickou zahradou v Evropě, která zoborožíky chová, je Zoo Praha. Chov probíhal již v průběhu let 1997 až 2002, nicméně byl přerušen v důsledku povodňové vlny v létě 2002. Zoborožíky Zoo Praha opětovně získala až roku 2010.

## Poddruhy
Jsou známy celkem čtyři poddruhy zoborožíka přílbového:
- Philemon buceroides ammitophilus Schodde, I. J. Mason & McKean, 1979
- Philemon buceroides buceroides (Swainson, 1838)
- Philemon buceroides gordoni Mathews, 1912
- Philemon buceroides neglectus (Büttikofer, 1891)

Australský poddruh ammitophilus je větší než zbylé poddruhy, postrádá hrbolek na zobáku a ve srovnání s ostatními poddruhy preferuje i odlišná stanoviště. Je pravděpodobné, že se jedná o budoucí nový druh, jenž je nyní ve stádiu zrodu.